# Un homme, un cheval et un pistolet
Série L'Étranger
Un dollar entre les dents
(1967) Le Cavalier et le Samouraï
(1968)
Pour plus de détails, voir Fiche technique et Distribution.
Un homme, un cheval et un pistolet (Un uomo, un cavallo, una pistola) est un western italo-germano-américain sorti en 1967 et réalisé par Luigi Vanzi.
Le film est considéré comme le deuxième épisode de la tétralogie de l'Étranger. Il fait suite à Un dollar entre les dents et précède Le Cavalier et le Samouraï et Pendez-le par les pieds.

## Synopsis
Une bande de desperados, menée par un as de la gâchette surnommé « En Plein », planifie l'attaque d'une diligence. Mais un étranger sans nom, lui aussi attiré par le magot, s'oppose aux bandits et met tout en œuvre pour faire échouer leur plan. Laissé pour mort après avoir été passé à tabac par ses adversaires, l'étranger se lance à leur poursuite, décidé à se venger.
Mais si la diligence attire tant les convoitises, elle ne transporte rien de plus précieux qu'elle même... car elle serait en or massif !

## Fiche technique
Sauf indication contraire, les informations mentionnées dans cette section peuvent être confirmées par la base de données cinématographiques IMDb,  présente dans la section « Liens externes ».
- Titre original italien : Un uomo, un cavallo, una pistola
- Titre allemand : Western Jack
- Titre anglais : The Stranger Returns (ÉU), Shoot First, Laugh Last (RU)
- Titre français : Un homme, un cheval et un pistolet
- Réalisateur : Luigi Vanzi
- Assistant au réalisateur : Gaetano Scala
- Scénario : Tony Anthony, Roberto Infascelli, Giuseppe Mangione
- Producteurs : Massimo Gualdi, Roberto Infascelli
- Photographie : Marcello Masciocchi
- Montage : Renzo Lucidi
- Musique : Stelvio Cipriani
- Maquillage : Duilio Scarozza
- Scénographie : Franco Bottari
- Société de production : Juventus Film, Primex Italiana, Reverse Film
- Pays de production :  Italie -  Allemagne de l'Ouest -  États-Unis
- Langue de tournage : italien
- Format : Couleur (Eastmancolor) - 1,78:1 - son mono - 35 mm
- Genre : Western spaghetti
- Durée : 95 minutes
- Date de sortie :	
  - Italie : 17 août 1967
  - Allemagne de l'Ouest : 5 janvier 1968
  - France : 1er décembre 1970

## Distribution
- Tony Anthony : l'étranger
- Dan Vadis : En Plein
- Marco Guglielmi : le prêcheur
- Daniele Vargas : Good Jim
- Ettore Manni : le lieutenant Stafford
- Jill Banner : Caroline
- Raf Baldassarre : Chrysler
- Marina Berti : Ethel
- Mario Novelli : Austin
- Aysanoa Runachagua : le fermier mexicain
- Silvana Bacci : la femme du mexicain
- Giuseppe Addobbati : Donald Stanley
- Rossella Bergamonti : Madame Stanley
- Ennio Pagliani : un homme de main d'En Plein avec une machette
- Fred Coplan : un homme de main d'En Plein à l'abreuvoir
- Fortunato Arena : un homme de main d'En Plein à l'abreuvoir
- Renato Mambor : Alvarez
- Franco Scala : un homme de main d'En Plein
- Mario Dionisi : un homme de main d'En Plein
- Roberto Chiappa : un homme de main d'En Plein
- Luciana Antonelli : la femme surprise
- Antonio Danesi : Jess, le conducteur de la diligence